# My Stepmom's Daughter Is My Ex
My Stepmom's Daughter Is My Ex (継母の連れ子が元カノだった?, Mamahaha no tsurego ga motokano datta, lett. "La figlia della mia matrigna è la mia ex") è una serie di light novel scritta da Kyōsuke Kamishiro e illustrata da Takayaki. Kamishiro iniziò a pubblicare la serie amatorialmente sul sito web Kakuyomu l'8 agosto 2017 e caricò l'ultimo capitolo il 24 agosto dello stesso anno. Successivamente la serie è stata acquistata da Kadokawa Shoten e pubblicata in volumi cartacei sotto l'etichetta Kadokawa Sneaker Bunko dal 1º dicembre 2018.
Un adattamento manga, scritto da Kamishiro e disegnato da Rei Kusakabe, ha iniziato la serializzazione sul sito Niconico dal 26 aprile 2019, mentre un adattamento anime, prodotto da Project No.9, è stato trasmesso in Giappone dal 6 luglio fino al 12 settembre 2022.

## Trama
Nell'estate del secondo anno di scuola media Yume Ayai si è dichiarata al suo compagno di classe Mizuto Irido, e i due hanno iniziato a frequentarsi. All'inizio i due trascorrono del tempo in coppia, ma a causa di un leggero malinteso, si allontanano e si lasciano dopo il diploma di scuola media. Tuttavia, due settimane dopo, il padre di Mizuto e la madre di Yume si sposano, e Mizuto e Yume diventano fratellastri, con la prospettiva di dover vivere sotto lo stesso tetto. Inoltre anche al liceo finiscono per ritrovarsi nella stessa classe. Per non rovinare il rapporto dei genitori, Mizuto e Yume istituiscono delle regole per provare a convivere pacificamente ed evitare di infatuarsi nuovamente l'uno dell'altra.

## Personaggi

Mizuto e Yume nella sigla d'apertura dell'anime

Yume Irido (伊理戸結女?, Irido Yume)
Doppiata da: Rina Hidaka
È la protagonista femminile principale e la ex fidanzata di Mizuto Irido. Ama leggere, soprattutto le light novel. In passato, lei era piuttosto introversa e timida, ma si sforza a socializzare e diventare popolare dopo essere entrata nelle scuole superiori. Ha passato un brutto periodo quando era alla scuola media con poca o nessuna conoscenza della moda. Prima di andare al liceo, voleva cambiare e iniziò a cercare riviste di moda. Ha imparato a vestirsi correttamente, a truccarsi e così via. È vestita come una tipica ragazza del liceo con stili diversi, dai vestiti ai jeans.
Mizuto Irido (伊理戸水斗?, Irido Mizuto)
Doppiato da: Hiro Shimono
È il protagonista maschile principale e l'ex fidanzato di Yume. È un liceale relativamente introverso con una grande intelligenza e ha un interesse per i libri di ogni tipo. Non gli importa cosa pensano gli altri per quanto riguarda il suo aspetto esteriore e indossa solo tutto ciò che gli è comodo. Mizuto è un normale studente delle superiori ma è un po' distante dagli altri. Poiché lui adora leggere qualsiasi genere di libro, i suoi compagni di classe lo hanno etichettato come "topo di biblioteca", termine che lui non odiava affatto. Inoltre, il suo rendimento scolastico complessivo è eccellente e gareggia con sua sorella per il primo posto all'esame di scuola superiore.
Akatsuki Minami (南暁月?, Minami Akatsuki)
Doppiata da: Ikumi Hasegawa
È la migliore amica di Yume e amica d'infanzia di Kogure Kawanami. È molto aggiornata per quanto riguarda il senso della moda. Sa anche come truccarsi, sia che lo applichi sul proprio viso, sia sul viso della sua amica. È anche una persona piena di fiducia e si preoccupa delle persone che la circondano, però si dimostra ossessiva quando inizia a interessarsi e ad amare qualcuno, come Yume.
Kogure Kawanami (川波小暮?, Kawanami Kogure)
Doppiato da: Nobuhiko Okamoto
È l'amico d'infanzia di Akatsuki. È un ragazzo frivolo e popolare che si è autoproclamato migliore amico di Mizuto. Ha sempre una personalità allegra e, nonostante lui possa apparire a volte fastidioso, è bravo ad abituarsi all'ambiente circostante senza essere timido e ha un'elevata capacità di regolare le relazioni umane.
Isana Higashira (東頭いさな?, Higashira Isana)
Doppiata da: Miyu Tomita
È una compagna di classe di Mizuto e Yume. È una ragazza introversa che ama le light novel. Nonostante i voti generalmente scarsi, è stata in grado di entrare nella stessa scuola superiore, dove fa amicizia soprattutto con Mizuto per i loro hobby condivisi. Infatti da un comune hobby di light novel, si è trovata d'accordo con Mizuto e ha iniziato a passare del tempo con lui in biblioteca dopo la scuola, iniziando anche ad avere una cotta per lui.
Yuni Irido (伊理戸由仁?, Irido Yuni)
Doppiata da: Ai Kayano
È la madre biologica di Yume. Il suo marito precedente era troppo impegnato con il lavoro e non si associava molto alla famiglia, portandola alla decisione di rompere il loro legame. È diventata una madre single che da sola ha cresciuto e sostenuto Yume durante i suoi giorni di scuola media fino a risposarsi con Mineaki Irido prima di entrare al liceo.
Mineaki Irido (伊理戸峰秋?, Irido Mineaki)
Doppiato da: Kazuyuki Okitsu
È il padre biologico di Mizuto e patrigno di Yume.

## Media

### Light novel
La serie è stata inizialmente pubblicata da Kyōsuke Kamishiro sul sito web per racconti autoprodotti Kakuyomu dall'8 al 24 agosto 2017. In seguito i diritti sono stati acquistati da Kadokawa Shoten, che ne ha iniziato la pubblicazione in volumi cartacei sotto l'etichetta Kadokawa Sneaker Bunko dal 1º dicembre 2018.

#### Volumi
| Nº | Data di prima pubblicazione | Data di prima pubblicazione | Data di prima pubblicazione |
| Nº | Giapponese                  | Giapponese                  |                             |
| -- | --------------------------- | --------------------------- | --------------------------- |
| 1  | 1º dicembre 2018            | ISBN 978-4-04-107684-2      |                             |
| 2  | 1º maggio 2019              | ISBN 978-4-04-108255-3      |                             |
| 3  | 1º dicembre 2019            | ISBN 978-4-04-108264-5      |                             |
| 4  | 1º aprile 2020              | ISBN 978-4-04-109164-7      |                             |
| 5  | 1º settembre 2020           | ISBN 978-4-04-109165-4      |                             |
| 6  | 29 gennaio 2021             | ISBN 978-4-04-111043-0      |                             |
| 7  | 30 luglio 2021              | ISBN 978-4-04-111044-7      |                             |
| 8  | 1º febbraio 2022            | ISBN 978-4-04-111953-2      |                             |
| 9  | 1º luglio 2022              | ISBN 978-4-04-111954-9      |                             |
| 10 | 1º aprile 2023              | ISBN 978-4-04-113458-0      |                             |
| 11 | 1º dicembre 2023            | ISBN 978-4-04-114276-9      |                             |
| 12 | 1º novembre 2024            | ISBN 978-4-04-115070-2      |                             |

### Manga
Un adattamento manga è scritto dallo stesso Kyōsuke Kamishiro e disegnato da Rei Kusakabe. Ha iniziato la serializzazione sul sito Niconico dal 26 aprile 2019. Fujimi Shobō ne raccoglie i capitoli in volumi tankōbon, pubblicati dal 9 dicembre 2019.

#### Volumi
| Nº | Data di prima pubblicazione | Data di prima pubblicazione | Data di prima pubblicazione |
| Nº | Giapponese                  | Giapponese                  |                             |
| -- | --------------------------- | --------------------------- | --------------------------- |
| 1  | 9 dicembre 2019             | ISBN 978-4-04-073393-7      |                             |
| 2  | 9 luglio 2020               | ISBN 978-4-04-073715-7      |                             |
| 3  | 8 maggio 2021               | ISBN 978-4-04-074057-7      |                             |
| 4  | 9 maggio 2022               | ISBN 978-4-04-074461-2      |                             |
| 5  | 9 dicembre 2022             | ISBN 978-4-04-074782-8      |                             |
| 6  | 7 luglio 2023               | ISBN 978-4-04-075054-5      |                             |
| 7  | 9 gennaio 2024              | ISBN 978-4-04-075284-6      |                             |
| 8  | 9 luglio 2024               | ISBN 978-4-04-075524-3      |                             |
| 9  | 9 gennaio 2025              | ISBN 978-4-04-075750-6      |                             |
| 10 | 9 luglio 2025               | ISBN 978-4-04-075916-6      |                             |

### Anime
L'anime è stato annunciato il 21 luglio 2021, prodotto da Project No.9 e diretto da Shinsuke Yanagi. La composizione della serie è a cura di Deko Akao, col character design di Katsuyuki Sato. La serie è andata in onda il 6 luglio 2022 sulle emittenti AT-X, Tokyo MX, Nippon Television, Fuji Network System a cadenza settimanale. La sigla d'apertura è Deneb to Spica (デネブとスピカ?), cantata dai DIALOGUE+, mentre la sigla di chiusura è Futari Pinocchio (ふたりピノキオ?) di Harmoe.

#### Episodi
| Nº | Titolo italiano Giapponese 「Kanji」 - Rōmaji | In onda           | In onda |
| Nº | Titolo italiano Giapponese 「Kanji」 - Rōmaji | Giapponese        |         |
| 1  | Sono le cose come questa di cui i due ex non vogliono parlare 「元カップルは呼びたくない「そういうところが......！」」 - Moto kappuru wa yobitakunai 'sō iu tokoro ga......                                                            | 6 luglio 2022     |         |
| 2  | La mia ex ha bisogno di essere accudita - "Pare abbia 38 gradi" 「元カップルの看病な日「三十八度って聞いたけど」」 - Moto kappuru no kanbyō na hi 'sanjūhachido tte kiitakedo                                                          | 13 luglio 2022    |         |
| 3  | I due ex devono confessarsi una cosa - "Non hai fatto niente di strano, vero?" 「元カップルは白状する「変なこと、してないだろうな？」」 - Moto Kappuru wa hakujō suru 'hennakoto, shi tenaidarou na?                                   | 20 luglio 2022    |         |
| 4  | Non è quello che avresti dovuto dire 「そういうのじゃない」 - Sō iu no janai | 27 luglio 2022    |         |
| 5  | Gli ex passano la notte fuori - "Di niente" 「元カップルはお泊まりする「どういたしまして」」 - Moto kappuru wa o tomari suru 'dōitashimashite'                                                                                         | 3 agosto 2022     |         |
| 6  | Gli ex sono testa a testa - Pensi che io sia stupida?! 「: 元カップルは競い合う「馬鹿にしないでよっ！！」」 - Moto kappuru wa kisoiau 'baka ni shinaide yotsu!!                                                                        | 10 agosto 2022    |         |
| 7  | Higashira Isana non sa cos'è l'amore 「東頭いさなは恋を知らない」 - Higashira Isana wa koi o shiranai | 17 agosto 2022    |         |
| 8  | Gli ex sono agitati - "Mi hai già rifiutata, per cui è tutto ok." 「元カップルは警戒する「わたしはもうフラれてるんですから、大丈夫ですよ」」 - Moto kappuru wa keikai suru 'watashi wa mō fura reteru ndesukara, daijōbudesuyo'        | 24 agosto 2022    |         |
| 9  | Un peccato di gioventù 「若気の至り」 - Wakage no Itari | 31 agosto 2022    |         |
| 10 | Gli ex non sanno come comportarsi - "Non vi state comportando in modo un po' strano?" 「元カップルは距離感がわからない「なんかよそよそしくなってないか？」」 - Moto kappuru wa kyorikan ga wakaranai 'nanka yosoyososhiku nattenai ka? | 7 settembre 2022  |         |
| 11 | Direi che era una ragazza a cui piace ridere 「元カップルは帰省する「よく、笑う人だったかな」」 - Moto kappuru wa kisei suru 'yoku, warau hitodatta ka na                                                                              | 14 settembre 2022 |         |
| 12 | Ti concedo il mio primo bacio 「ファースト・キスは布告する」 - Fāsuto kisu wa fukoku suru | 21 settembre 2022 |         |